# Subaru Poland Rally 2008
4. Subaru Poland Rally – 4. edycja Subaru Poland Rally. Był to rajd samochodowy rozgrywany od 4 do 6 lipca 2008 roku. Bazą rajdu było miasto Kraków. Była to piąta runda Rajdowych Samochodowych Mistrzostw Polski w roku 2008. Rajd składał się z szesnastu odcinków specjalnych, rozegrano tylko trzynaście z czego trzy anulowana, następnie rajd został przerwany przez policje ze względu bezpieczeństwa.

## Wyniki końcowe rajdu[1]
| Miejsce | Kierowca           | Pilot                 | Samochód                 | Czas      | Strata   | Grupa Klasa | Punkty |
| ------- | ------------------ | --------------------- | ------------------------ | --------- | -------- | ----------- | ------ |
| 1       | Bryan Bouffier     | Xavier Panseri        | Peugeot 207 S2000        | 1:21:31.2 | -        | S2000       | 11     |
| 2       | Paweł Dytko        | Tomasz Dytko          | Mitsubishi Lancer Evo IX | 1:23:09.9 | +1:38.7  | N4          | 8      |
| 3       | Tomasz Czopik      | Łukasz Wroński        | Mitsubishi Lancer Evo IX | 1:23:48.9 | +2:17.7  | N4          | 6      |
| 4       | Tomasz Kuchar      | Daniel Dymurski       | Subaru Impreza STi N12   | 1:24:35.5 | +3:04.3  | N4          | 5      |
| 5       | Michał Bębenek     | Grzegorz Bębenek      | Mitsubishi Lancer Evo IX | 1:24:38.0 | +3:06.8  | N4          | 4      |
| 6       | Sebastian Frycz    | Jacek Rathe           | Subaru Impreza STi N12   | 1:24:47.7 | +3:16.5  | N4          | 3      |
| 7       | Patrik Flodin      | Göran Bergsten        | Subaru Impreza STi N14   | 1:27:13.2 | +5:42.0  | N4          | 2      |
| 8       | Andrzej Mancin     | Jakub Gerber          | Mitsubishi Lancer Evo IX | 1:29:10.4 | +7:39.2  | N4          | 1      |
| 9       | Szymon Ruta        | Sebastian Rozwadowski | Subaru Impreza STi N12   | 1:29:56.7 | +8:25.5  | N4          | 0      |
| 10      | Marcin Dobrowolski | Michał Dobrowolski    | Citroën C2 R2            | 1:31:41.4 | +10:10.2 | A6 R2B      | 0      |